# Стотчбёри, Каролина
Каролина Стотчбёри (англ. Carolina Stutchbury; Пустой шаблон {{ВД-Преамбула}} ) ― британская фехтовальщица на рапирах, серебряный призёр чемпионата Европы 2025 года и бронзовый призёр чемпионата Европы 2024 года.

## Карьера
Каролина Стотчбёри на чемпионате Европы 2024 года в Базеле в индивидуальных соревнованиях на рапирах стала бронзовым призёром. В полуфинале она уступила право выступить в решающем поединке за титул сопернице из Италии Арианне Эрриго.
На чемпионате Европы 2025 года в Генуе Каролина завоевала серебряную медаль в индивидуальных соревнованиях среди рапиристок. В финальном поединке уступила француженке Еве Лашре (13:15).